# 菜々葉
菜々葉（ななは、1991年12月5日 - ）は、日本の元AV女優。

## 略歴・人物
東京都出身。2015年6月、アダルトビデオメーカー・エスワンの専属女優としてAVデビュー。29歳でのデビューとされ、エスワンのプロフィールでは生年月日が1986年4月20日となっている。
趣味はライブ鑑賞、特技はダンス。
2016年10月21日、ツイッターで所属事務所のバンビプロモーションを辞めることを発表（後にアカウントは削除）。翌11月27日に「愛羽なな（あいば なな）」として新たにツイッターを開始し、改名し活動することをツイート。所属事務所もティーパワーズに移籍。
2018年1月5日、ツイッターにて2月一杯で引退することを発表。

## 出演作品

### アダルトビデオ
2015年
- 新人 NO.1STYLE 菜々葉 29歳 AVデビュー（6月19日、エスワン）
- 菜々葉、イキます。 初体験4本番（7月19日、エスワン）
- 下着モデルをさせられて…（8月19日エスワン）
- 交わる体液、濃密セックス（9月19日、エスワン）
- 私、生徒に犯されています。 脅迫された女教師の放課後（10月19日、エスワン）
- 街行くアカンそうな素人をナンパ! 「そんなアカン娘を逮捕!」 手錠かけてHな事しちゃいました♥ PART6（11月20日、DOC）
- 連続アクメ視姦（11月25日、シャーク）
- 日焼けギャルの火照った身体をアフターケアする無許可営業スキンケアサロン 3（12月1日、DOC）※「Yuu」名義
- 夫婦で混浴中の巨乳人妻に勃起見せつけ!!あまりに若くそそりたったチ●コに、熟したマ●コからエロエキスがだだ漏れ状態。旦那がいるにも関わらず、濃厚SEX!!最後は中出しまで願望する変態妻達!!（12月11日、SCOOP）
- 応募S級巨乳人妻（12月25日、S級素人）
- 細いのにEcup ナイスおっぱい人妻（12月25日、ハイヒール）

2016年
- 完全女体観察4時間スペシャル（1月8日、S級素人）
- 僕が童貞なのを知ってか知らずか、ノーブラで乳首ポッチになった胸をチラつかせてくる友達の母親。二人っきりになったのをいいことに僕の息子も可愛がってくれました。 5（1月8日、SCOOP）
- 素人人妻ナンパ 奥さんの自宅にお邪魔して完全合意で中出ししちゃいました!!（1月22日、S級素人）
- 生中出し若妻ナンパ! 15（2月12日、S級素人）
- 「中に出して…夫と子供には内緒」 自宅で愚痴聞き屋に中出しセックスをせがむ美人人妻たち 9（2月12日、S級素人）
- 素人ナンパ!! とりあえず素股までが間違えてチ●ポがズボリッ!! Part.6（2月12日、S級素人）
- 脱ぎたがる人妻 〜旦那には決して言えない巨乳人妻の不倫関係〜（2月12日、S級素人）
- バレないように彼女の親友とこっそりヤル! 11（3月5日、AKNR）
- 童貞の僕が一人暮らしの部屋に清掃業者を呼んだら、まさかの巨乳女。熱心にカラダを動かし、仕事をしている彼女は汗びっしょり。汗染みで胸の形が更に強調されたTシャツには乳首のプレゼントまで。 3（4月8日、SCOOP）
- 気合い入ったセルフイラマ 3 欠乏感を満たすため、もっと奥まで…どこまでも奥まで…咥え込む（6月17日、SEX Agent）
- しゅしゅしゅしゅしゅしゅしゅ、ありえない超高速手コキ コキ過ぎ御免!焦らさない、止まらない、スピード感重視の早過ぎる手練（6月17日、SEX Agent）
- お金の為だと割り切って友達だけどSEXして下さい!! 7（6月21日、DOC）
- 顔バレNG!! マスク着用巨乳S級素人（6月24日、S級素人）
- ママね、午前保育の間はオンナなんだよ?（6月24日、バルタン）
- 偶然見かけた巨乳女の余りにハリのある胸に見とれていたら、服がはち切れそうな程で乳首が丸わかり!?見られる事に興奮した彼女の乳首は更にビンビンに立って…（7月22日、DOC）
- 緊縛ちょんの間サロン（8月13日、天真乱マン）
- （8月19日、SEX Agent）
- 合コンでお持ち帰りした女子を隠し撮り。許可無しAV発売。 【其の弐拾】（10月1日、変態紳士倶楽部）※「なな」名義

2017年
- シン・肉便器これくしょん改 巨乳美人OL洗脳調教30日監禁（1月13日、&RiBbON）
- ドキュメンTV×PRESTIGE PREMIUM 家まで送ってイイですか? 06（3月17日、プレステージ）※「さゆり」名義
- 寝取られAV出演カラダを売りに出す借金人妻 VOL.001（4月28日、S級素人）※「なな」名義
- 起死回生!! 巨乳の4姉妹で倒産回避するコンビニエンスストア（5月12日、BAZOOKA）
- 整体院の客がスレンダーボディに悩みすぎてるから子作り（6月19日、ZUKKON/BAKKON）
- そこの巨乳ビキニ素人さん! 「新作日焼け止めオイル(実は媚薬入り)塗ってみませんか?」 たわわおっぱい娘たちをネッチョリ執拗にヌルヌル乳首マッサージ! 興奮し過ぎてオチ○ポ欲しがるもんだからそのままズボッと生中出しSEXしちゃいました!（9月19日、ナンパJAPAN）※「みほ」名義

### イメージビデオ
- Nanaha ミステリアスクイーン（2015年7月2日、REbecca）